# 札苅站
札苅車站（日语：／ Satsukari eki */?）是屬於道南漁火鐵道的鐵路車站，位於上磯郡木古內町札苅。本站現時為簡易委託站。站名源自阿伊努語的「sirar-tukari」（大岩石的前方）。

## 車站結構

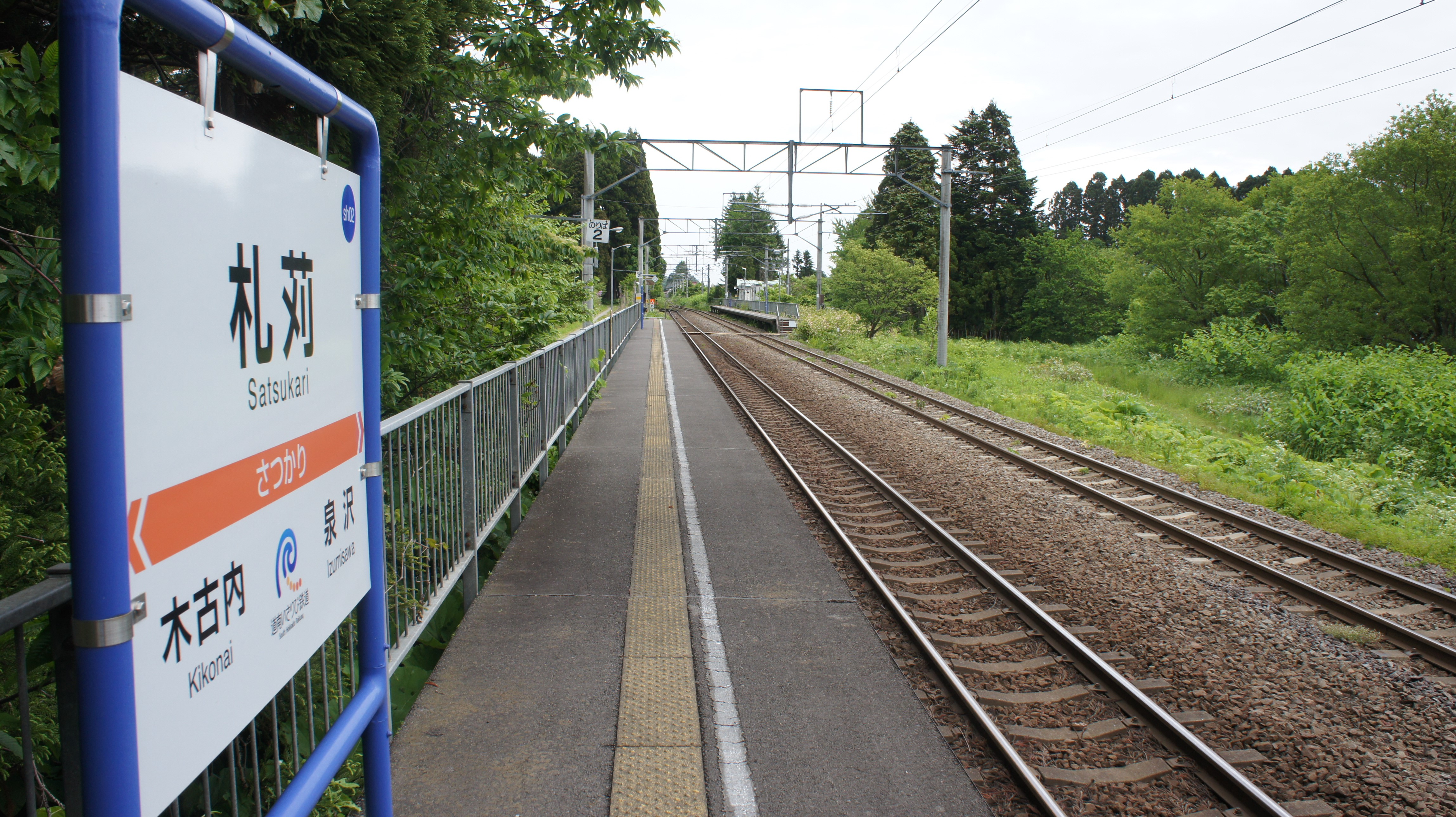
月台（2018年6月）

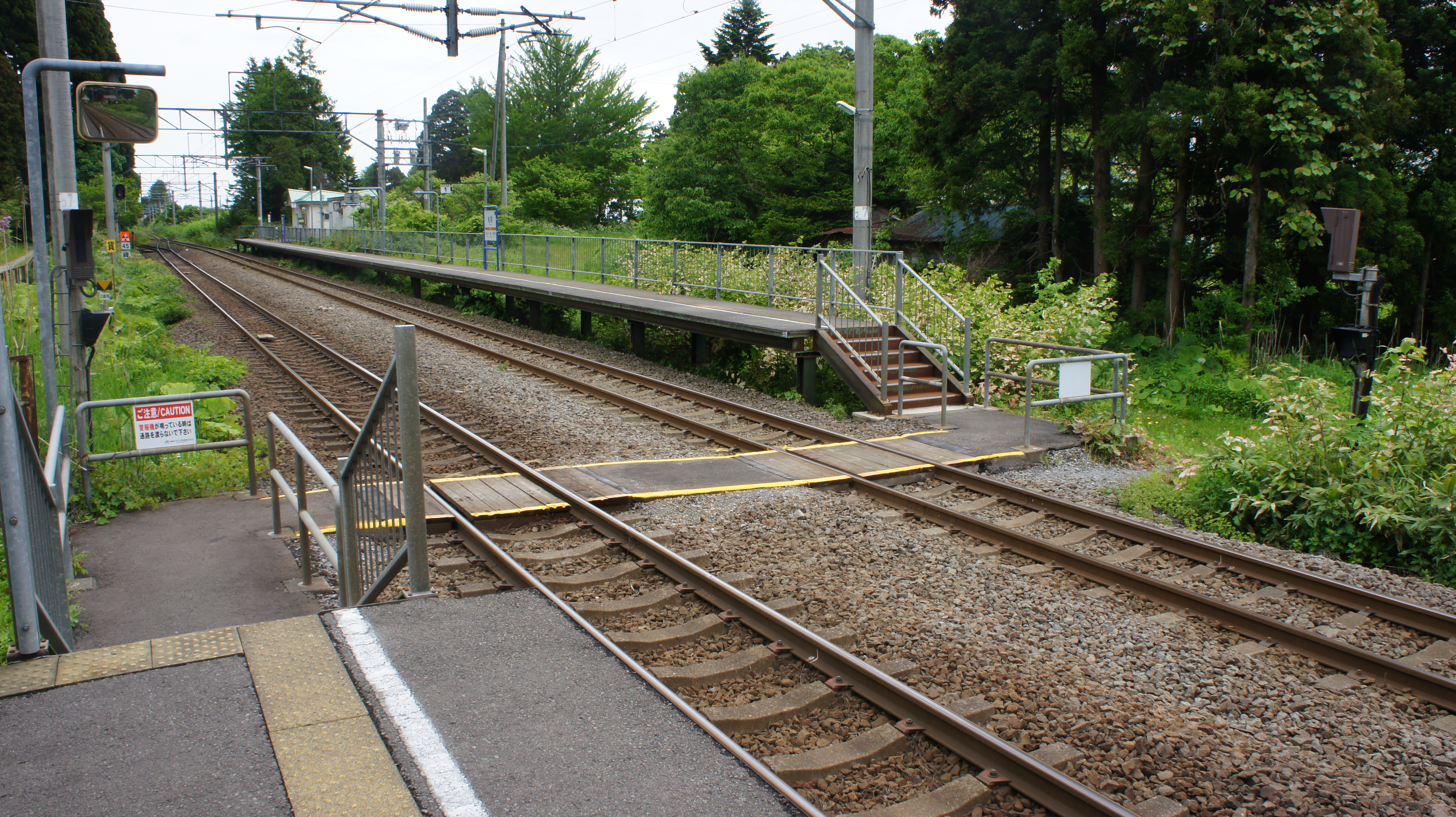
平交道（2018年6月）

本站為對向式月台2面2線的地面車站。鄰近站房側是第2月台，對側則是第1月台。本站過去為側式月台1面1線的構造，隨着海峽線開通新設交會設備。2個月台呈千鳥式，並以站內平交道連結。
本站在JR時代是木古內站管理的簡易委託站，在移管給道南漁火鐵道移後仍維持簡易委託站的狀態。

### 月台配置
| 月台 | 路線            | 方向 | 目的地     |
| ---- | --------------- | ---- | ---------- |
| 1    | ■道南漁火鐵道線 | 上行 | 木古內方向 |
| 2    | ■道南漁火鐵道線 | 下行 | 函館方向   |

## 相鄰車站
道南漁火鐵道
■道南漁火鐵道線
泉澤（sh03）－札苅（sh02）－木古内（sh01）

## 外部連結
- 官方網頁。 （页面存档备份，存于）（日語）